# A pancsoló kisgyerek
Az A pancsoló kisgyerek egy, az 1960-as évek elején szerzett magyar popzenei sláger.

## Története
Kovács Eszti 1961-ben, 13 éves korában a Magyar Rádió Gyermekkórusának tagja volt, amikor kiválasztották Berki Géza és Brand István dalának előadására a Magyar Rádióban. A dal egy csapásra óriási siker lett, hanglemezen is megjelent. A lemezen A pancsoló kisgyerek címmel szerepel, mivel a címadáskor még nem tudták, fiú vagy lány fogja énekelni, de a köztudatban, ill. a rádióban A pancsoló kislány címmel ismert.
A kislemez másik oldalán az Eperfagyi c. dal hallható Kovács Eszti előadásában. A lemezen egyébként Kovács Esztike formában szerepel a neve, bár más forrásokban mindig Esztiként említették.
Mindkét dal kísérő zenekara  a Magyar Rádió Vonóstánczenekara, Gyulai Gaál János vezényletével.
Eredetileg 78-as fordulatszámú, 10 hüvelykes méretű középlemezen, majd Magyarország első (101-es) sorszámú, 45-ös fordulatszámú, 7 hüvelykes méretű kislemezén jelent meg.

## Televízió
Az előadó későbbi elmondása alapján a dal a televízióban mindössze egyszer szerepelt az ő előadásában: 1965-ben, amikor Kovács Eszti már 17 éves gimnazista volt, a Gellért gyógyfürdőből közvetítették éneklését a Stúdió 11 kíséretében, Szepesi György műsorában.

## Főbb hanglemezek
- A pancsoló kislány/Eperfagyi (középlemez, T 7410 Qualiton, 1959)[3]
- A pancsoló kislány/Eperfagyi (kislemez, újrakiadás, LT 101 Qualiton, 1960)[4]
- Slágermúzeum – 20 éves a Magyar Hanglemezgyártó Vállalat (válogatás-nagylemez, 1971)[5]
- Csak a szépre emlékezem (válogatás-nagylemez, 1976)[6]

## Feldolgozások
- 1970: Katona Klári (tv)
- 1991: Beatrice – Utálom az egész XX. századot[7]
- 1998: Pa-dö-dő – Tízéves a Pa-dö-dő[8]